# Тимофеев, Александр Иванович
Александр Иванович Тимофеев (9 июня 1972) — российский и молдавский футболист, полузащитник.

## Карьера
Начинал свою карьеру в Чемпионате Молдовы. Дебютировал на профессиональном уровне в команде «Кристалл» (Фалешты), за которую провел в элите один матч. Позднее выступал за ряд российских и белорусских коллективов. Завершил свою карьеру в любительской клубе «ТЕКС» (Ивантеевка) и остался жить в этом подмосковном городе. В настоящий момент Тимофеев возглавляет юниорские команды МБУ ДО СШ (Ивантеевка) в футбольном Первенстве Московской области.